# Магнуссен, Ульф
Ульф Магнуссен (норв. Ulf Magnussen; род. 18 ноября 1946, Осло) — норвежский гандболист, полевой игрок. Участник летних Олимпийских игр 1972 года.

## Биография
Ульф Магнуссен родился 18 ноября 1946 года в норвежском городе Осло.
Играл в гандбол за «Рефстад» и «Нотодден».
Выступал за юниорскую сборную Норвегии по гандболу, провёл 1 матч.
В 1972 году вошёл в состав сборной Норвегии по гандболу на летних Олимпийских играх в Мюнхене, занявшей 9-е место. Играл в поле, провёл 1 матч на групповом этапе против сборной Румынии (14:18), мячей не забрасывал.
В течение карьеры провёл за сборную Норвегии 52 матча, забросил 44 мяча.
После окончания карьеры стал предпринимателем, возглавляет частное предприятие, которое занимается консультированием по вопросам климата.